# Religions de la diaspora africaine

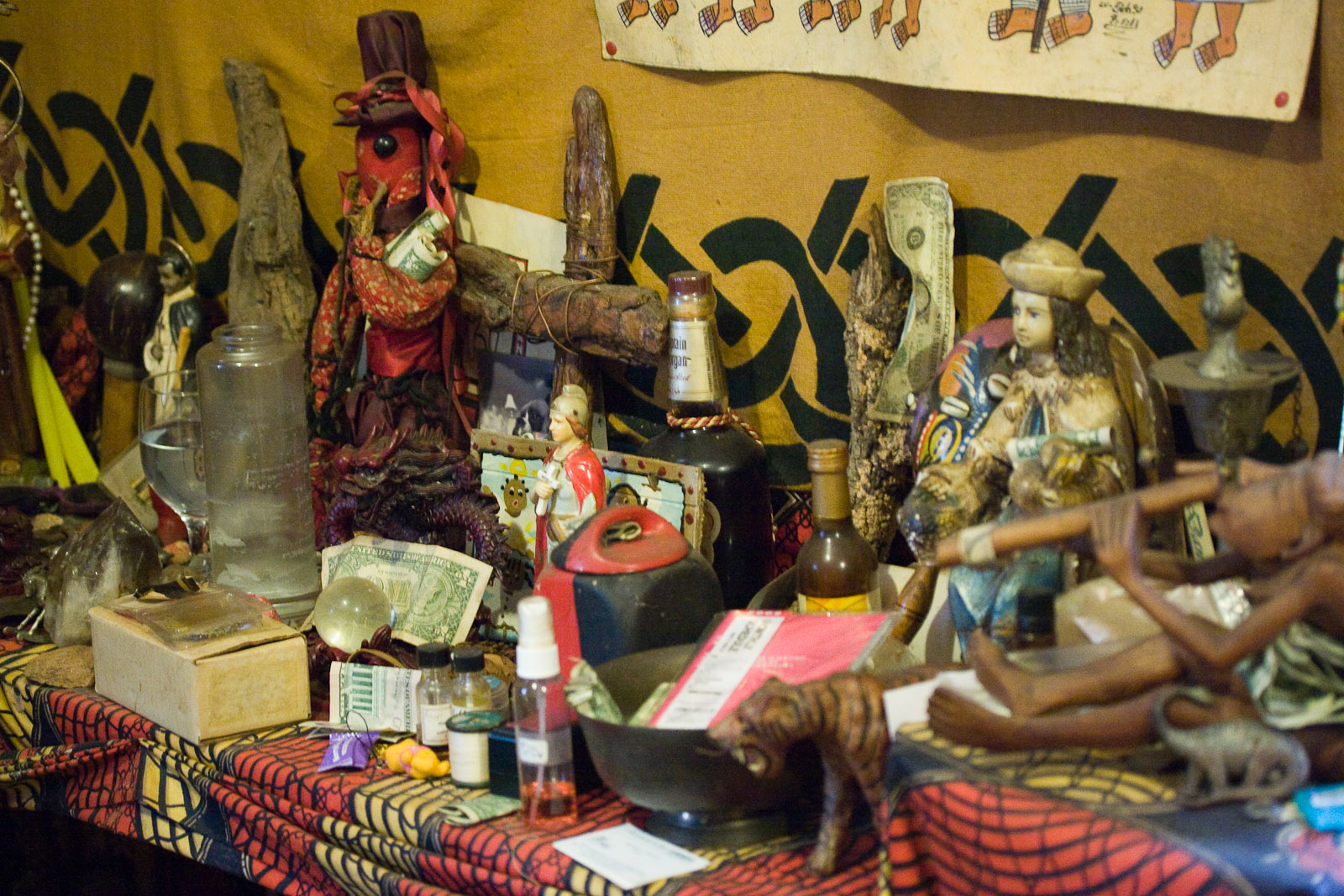
Exemple d'un autel vaudou en Louisiane, Nouvelle Orleans

Les religions afro-américaines, ou religions de la diaspora africaine, sont un ensemble de religions apparentées qui se sont développées dans divers pays d’Amérique, en particulier dans les Caraïbes, l’Amérique latine et le Sud des États-Unis. Elles dérivent des religions traditionnelles africaines avec une influence d’autres traditions religieuses, notamment le christianisme.

## Caractéristiques
Les religions afro-américaines utilisent le culte des ancêtres et une divinité créatrice avec un panthéon d’esprits divins tels que les Orisha, Lwa, Vaudou, Nkisi et Alusi, entre autres. En plus du syncrétisme religieux de ces diverses traditions africaines, beaucoup incorporent également des éléments du catholicisme populaire, y compris les saints populaires et d'autres formes de la religion populaire, de la religion amérindienne, du spiritisme, du spiritualisme, du chamanisme (y compris parfois l'utilisation d'enthéogènes) et du folklore européen.
Diverses traditions spirituelles de « traitement » existent également telles qu’Obeah et Hoodoo qui se concentrent sur la santé spirituelle. Les traditions religieuses africaines dans les Amériques varient : elles peuvent avoir des racines africaines mineures ou au contraire être de nature presque entièrement africaine, comme Trinidad Orisha (en).

## Liste des religions et traditions spirituelles

### Brésil
Voir aussi Religions afro-brésiliennes et Temple afro-brésilien
Mouvements religieux issus des peuples Yoruba et Ewe :
- Babaçuê (pt)
- Batuque (pt)
- Candomblé
  - Candomblé Jejé
  - Candomblé Ketu (en)
- Tambor de Mina (en)
- Xangô de Recife ou Xangô du Pernambuco (pt) (religion yoruba au Brésil)[4]

Mouvements religieux issus des peuples Bantous (ou particulièrement par les Mbundu) :
- Cabula (pt)
- Candomblé Bantou (pt) (Mythologie bantoue)
- Candomblé de caboclo (pt)
- Catimbó (pt)
- Macumba
- Pajé (pt)
- Toré (pt)
- Umbanda
- Xambá (pt)

Autres mouvements religieux influencés par la culture afro-brésilienne :
- Culto aos egunguns (pt)
- Encantaria (pt)
- Catimbó-jurema (pt)
- Jarê (pt)
- Jurema sagrada (pt)
- Quimbanda
- Quiumbanda (pt)
- Omolocô (pt)
- Terecô (pt)
- Santo Daime

### Cuba
- Abakuá
- Religion Arará
- Vaudou cubain (en)
- Palo Mayombe
- Santería

### Curacao
- Montamentu (en)

### États-Unis
- Hoodoo
- Vaudou de la Louisiane (en)

### Guyane
- Comfa (en)

### Haïti
- Vaudou haïtien

### Jamaïque
- Convince (en)
- Religion jamaïcaine marron (en)
  - Danse Kromanti (en)
- Kumina
- Myal (en)
- Obeah
- Rastafari
  - Bobo Shanti
  - Nyahbinghi
  - Douze Tribus d'Israël

### Porto Rico
- Sansé Espiritismo (en)

### République dominicaine
- Vaudou dominicain (en)

### Sainte-Lucie
- Kélé

### Suriname
- Winti

### Trinité-et-Tobago
- Baptisme spirituel
- Trinidad Orisha